# Terry Labonte
Pour les articles homonymes, voir Labonte.
Statistiques en NASCAR Cup Series
Dernière mise à jour : 17 décembre 2016 
Terrance Lee Labonte est un pilote de NASCAR américain né le 16 novembre 1956 à Corpus Christi au Texas.

## Carrière
Il a remporté le championnat principal de NASCAR, la Winston Cup, en 1984 et 1996. Il prit sa retraite à la fin de la saison 2006 avant finalement de revenir pour quelques courses dans différentes écuries ayant besoin d'expérience. Son frère Bobby Labonte est également pilote de Nascar.